# تایرا نو کیومونه
تایرا نو کیومونه (به ژاپنی: 平 清宗 たいら の きよむね)، در پایان دوره هی‌آن فرمانده نظامی، گوکه‌نین و اشراف دربار بود. او پسر ارشد تایرا نو مونه‌موری، رهبر خاندان هیکه، و نوه تایرا نو کیوموری بود. مادر او کیوکو تایرا بود که خواهر کوچکتر تایرا نو شیگه‌کو (کنشونمونین)، همسر مورد علاقه امپراتور گوشیراکاوا بود.